# Anna Frijters
 (mai 2020).
Pour l’article homonyme, voir Jacques Frijters.
Anna Frijters (1889-1966) est une réalisatrice et scénariste belge, connue pour deux films muets Leentje van de zee (1928) et De verloofde uit Canada (1934) qu'elle a écrits, produits et réalisés avec son mari, François Frijters. Elle est également connue comme l'une des premières femmes scénaristes, qui a joué un rôle important dans le développement de l'écriture de scénarios dans le cinéma belge.

## Biographie
Avant de commencer leur carrière cinématographique, Anna et François Frijters étaient tous deux diamantaires à Anvers et passionnés par la réalisation de leurs propres films. Déménageant aux États-Unis, ils ont rencontré Ruth Roland, une actrice américaine qui a joué dans de nombreux films muets. Ruth Roland a encouragé Anna Frijters à participer à un concours de scénario organisé par les publications de Eugene V. Brewster (en), dont elle a remporté un deuxième prix pour son scénario de Leentje van de zee. Sa réussite dans cette compétition a suscité des réceptions largement négatives. Julie Selbo a écrit dans Motion Picture Magazine (en): « Ce projet médiocre est devenu un scénario approuvé par les professionnels américains. »
Ce succès lui a  valu de nombreuses offres de studios des États-Unis qu'elle a toutes rejetées car elle voulait suivre sa propre voie, poursuivre sa carrière de cinéaste avec son mari, et ne voulait pas que les studios américains influencent sa vision.

## Leentje van de zee
Avec l'aide de leurs amis, le couple a construit un studio appelé Little Roland Studio à Borgerhout, une banlieue de Anvers, où ils prévoyaient de filmer Leentje van de zee. Le film raconte l'histoire d'une jeune fille qui a survécu à un naufrage et a été adoptée par un pêcheur. Le pêcheur est ensuite accusé du meurtre d'un jeune garçon qui avait tenté de séduire la jeune fille.
Anna et François Frijters ont vendu leur maison afin de réaliser un investissement pour le film. Le tournage a commencé en 1926 à La Panne dans un cinéma, le Liberty. Victor Beng et Antoine Laureys ont aidé les Frijters derrière la caméra. Max Factor est venu de Hollywood et a rejoint la production. Le couple a traversé des moments difficiles pour terminer le film. L'équipe et la distribution étaient composées d'amateurs qui n'ont pu contribuer qu'en dehors de leurs heures de travail. Le tournage a également été reporté à plusieurs reprises pour d'autres problèmes comme la tempête qui a endommagé le bâtiment et la grossesse de l'actrice principale Ive Bramé. Le tournage a duré deux ans et la première a eu lieu au cinéma du zoo d'Anvers en 1928.
Le résultat final n'a pas répondu aux attentes de Anna Frijters en raison de l'arrivée du film sonore qui a éclipsé l'intérêt public du film ainsi que des critiques principalement négatives écrites sur le film lui-même. En septembre 1929, le magazine Close Up (en) a écrit : « À Anvers, le Flemish Cinema Club a produit Leentje van de Zee, que je suis allé voir en pensant qu'il pourrait s'agir d'un film folklorique. Ce film d'amateurs avec son histoire d'amour d'enfance, l'ivrogne, la fausse accusation de meurtre, la dévotion de l'idiot estropié était hilarant et stupide. Rien pour le racheter. Pour aussi peu de dépenses, ces amateurs auraient pu produire un document sur un village flamand. »

## De verloofde uit Canada
Anna Frijters a été découragée par l'accueil critique et commercial de Leentje van de Zee. Son mari, François Frijters, a réalisé un film d'Actualités cinématographiques intitulé Inhuldiging van het standbeeld van Guido Gezelle (Inauguration de la statue de Guido Gezelle) en 1930. Anna Frijters a écrit un court scénario, De verloofde uit Canada, autour d'un homme de la classe ouvrière qui rentrait du Canada et découvrait que sa fiancée Betty était mariée à quelqu'un d'autre. Le personnage principal a été joué par un comédien, Lowieke Staal (nl).
Le tournage, en 1929 et 1930, a eu lieu dans divers endroits de Belgique tels que la foire de Borsbeek et l'entrepôt de Keyserlei, à Anvers. Le processus de production du film a également été problématique, en raison du choix des acteurs amateurs dans la distribution et de leurs disponibilités, ce qui a provoqué des désaccords et des remplacements parmi les membres de l'équipe. Le processus de post-production a duré quatre ans en raison du manque de budget, ce qui a retardé la projection du film jusqu'en 1934. De verloofde uit Canada combinait des images animées et conventionnelles.
Par rapport à l'échec du film de 1928, ce film a été bien accueilli à la suite de sa projection test. Mais un incendie a détruit tout le studio, seule la partition musicale de Zwijsen a survécu, et l'incendie a définitivement marqué la fin de la carrière cinématographique de Anna Frijters. 
En 1986, les copies des deux films ont été découvertes dans le sous-sol du fils de la famille Frijters, Roland. Ces copies ont été restaurées pour leur première au Festival international du film de Flandre-Gand de Gand en octobre 1986, avec la participation des acteurs de Leentje van de Zee.